# Condado de Erie (Nueva York)
El condado de Erie (en inglés: Erie County) fundado en 1821 es un condado en el estado estadounidense de Nueva York. En el 2000 el condado tenía una población de 950,265 habitantes en una densidad poblacional de 351 personas por km². La sede del condado es Búfalo.

## Geografía
Según la Oficina del Censo, el condado tiene un área total de 3178 km² (1227,0 mi²), de la cual 2704 km² (1044,0 mi²) es tierra y 474 km² (183 mi²) (14.89%) es agua.

### Condados adyacentes
- Condado de Niágara - norte
- Condado de Wyoming - este
- Condado de Genesee - este
- Condado de Cattaraugus - sur
- Condado de Chautauqua - suroeste
- Región de Niágara, Ontario - noroeste

## Demografía
En el 2000 la renta per cápita promedia del condado era de $38,567, y el ingreso promedio para una familia era de $49,490. En 2000 los hombres tenían un ingreso per cápita de $38,703 versus $26,510 para las mujeres. El ingreso per cápita para el condado era de $20,357 y el 12.20% de la población estaba bajo el umbral de pobreza nacional.
Social issues.

## Localidades

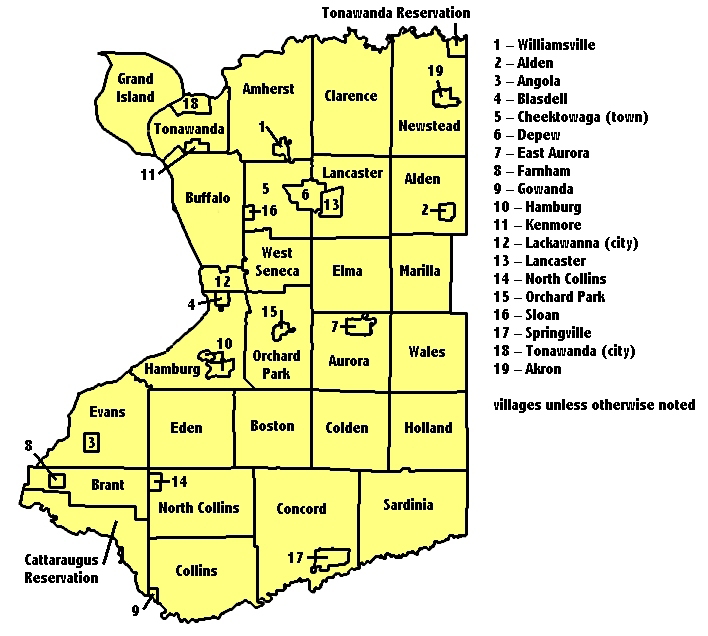
Map showing the municipalities of Erie County

| - Akron (vlla) - Alden (pueblo) - Alden (villa) - Amherst (pueblo) - Angola on the Lake (aldea) - Angola (villa) - Aurora (pueblo) - Billington Heights (aldea) - Blasdell (villa) - Boston (pueblo) - Brant (pueblo) - Búfalo (ciudad) - Cheektowaga (aldea) - Cheektowaga (pueblo) - Clarence Center (aldea) - Clarence (pueblo) - Colden (pueblo) - Collins (pueblo) - Concord (pueblo) - Depew (villa) - East Amherst (aldea) - East Aurora (villa) - Eden (aldea) - Eden (pueblo) - Eggertsville (aldea) - Elma Center (aldea) - Elma (pueblo) - Evans (pueblo) - Farnham (villa) - Gowanda (villa) | - Grand Island (pueblo) - Grandyle Village (lugar designado por el censo) - Hamburg (pueblo) - Hamburg (villa) - Harris Hill (aldea) - Holland (aldea) - Holland (pueblo) - Kenmore (villa) - Lackawanna (ciudad) - Lake Erie Beach (aldea) - Lake View (aldea) - Lancaster (pueblo) - Lancaster (villa) - Marilla (pueblo) - Newstead (pueblo) - North Boston (aldea) - North Collins (pueblo) - North Collins (villa) - Orchard Park (pueblo) - Orchard Park (villa) - Sardinia (pueblo) - Sloan (villa) - Springville (villa) - Tonawanda (aldea) - Tonawanda (pueblo) - Tonawanda (ciudad) - Town Line (aldea) - Wales (pueblo) - Wanakah (lugar designado por el censo) - West Seneca (aldea) - West Seneca (pueblo) - Williamsville (villa) |

- Entre paréntesis la forma de gobierno.

### Reservas Indias
- Reserva India de los Cattaraugus
- Reserva India de los Tonawanda